# Piet de Lange
Pieter Albert (Piet) de Lange (Dordrecht, 21 oktober 1921 – 22 januari 1999) was een Nederlands bouwkundige, emeritus hoogleraar Afbouwtechniek en oud-decaan van de faculteit Bouwkunde van de Technische Universiteit Eindhoven.
In het NRC Handelsblad (1999) werd hij beschreven als een liberaal akoesticus, die "in de kleine wereld van de akoestici een bijzondere plaats [innam]. Zijn ideeën waren omstreden in vakkringen en onder musici, maar leidden op zijn minst tot architectonisch aantrekkelijke resultaten."

## Levensloop

### Jeugd, opleiding en vroege carrière
De Lange, zoon van een MULO-onderwijzer, werd geboren en getogen in Dordrecht, waar hij het gymnasium doorliep. Net voor de oorlog begon hij de studie weg- en waterbouw aan de Technische Hogeschool te Delft, die werd onderbroken in de oorlogsjaren. Hij sloot pas in 1954 zij studie succesvol af, doordat hij eerder was gaan werken.
De Lange was in 1947 begonnen bij TNO op de akoestische afdeling van de Technisch Physische Dienst (TPD). Hij was op de afdeling daar de vierde man, en werd in 1950 afdelingsleider. Hij binnen kreeg in 1955 de afdeling Geluid de leiding over de onderafdeling Voorlichting en Adviezen.

### Verdere carrière en nevenactiviteiten
Hij werd in 1968 werd benoemd als hoogleraar afbouwtechniek aan de Technische Hogeschool te Eindhoven, op de net nieuw opgerichte afdeling bouwkunde. Hij was aldaar de eerste hoogleraar die onderwijs gaf in de bouwfysica. In totaal diende hij daar zo'n 21 jaar, waarvan de laatste jaren ook als decaan van de faculteit Bouwkunde. In 1987 ging hij met emeritaat.
Vanaf het begin van zijn aanstelling in Eindhoven trad hij ook op als adviseur van de TPD voor zaalakoestische aangelegenheden. Hij bracht advies uit over onder andere De Doelen in Rotterdam, het Circustheater in Scheveningen, de Stopera in Amsterdam, De Oosterpoort in Groningen, Muziekcentrum Vredenburg in Utrecht en het Muziekgebouw Frits Philips Eindhoven.

## Werk
Hij was in Nederland een pleitbezorger voor een meer bewuster omgaan met akoestiek, en nam daarbij geen blad voor zijn mond. Zo beschreef het Tijdschrift voor ontwerp en omgeving in 1982 een rede van De Lange bij de Nieuwe Lerarenopleiding te Eindhoven ter opening van het studiejaar:

Toen de hal in kwestie door de trotse gemeenteambtenaren in gebruik was genomen, bleek de totale akoestische onbruikbaarheid. De hal galmde zo sterk -de zogenaamde nagalmtijd bleek 6,5 seconden te zijn- dat er bij het gebruik een oorverdovend lawaai heerste, zelfs als er een klasje 8-jarige kindertjes in speelde. (..) De oorzaak: bij ontwerp en bouw had niemand zich het akoestische gedrag gerealiseerd, hoewel al zeker 20 jaar aan vele duizenden in hun opleiding en in tientallen publikaties is duidelijk gemaakt wat hier aan de hand is... 
— P de Lange

## Publicaties
- met W. J. Lichtveld. "Vocht in de bouwkonstrukties", 1981.

Artikelen, een selectie
- met C.W. Kosten. "Perspectief der bouwfysica", 1962. in Missets Bouwwereld 58, no. 5.
- "Geluidabsorptie (Bouwakoestiek III)", 1962. in Isolatie 7 (1962) no. 1, 8-15.
- "Wat verstaat men onder bouwfysica? Lawaaibestrijding in gebouwen", 1962. in  Polytechn. Tijdschr. 17 B (1962) no. 3.